# Кучинскас, Доминик
До́мас Лю́двигович Кучи́нскас (также Доминикас Людвигович; псевдонимы — Йо́нас Красти́нис, Лю́ткус Йо́нас (лит. Liutkus Jonas); лит. Domas Kučinskas (Liudviko s.); 17 апреля 1902, деревня Замотишкис, Утенский уезд — 26 сентября 1985, Вильнюс) — участник революционного (коммунистического) движения в Литве, советский деятель органов внутренних дел и государственной безопасности, публицист. Заместитель министра внутренних дел Литовской ССР (1950—1953), подполковник (1953). Заслуженный деятель культуры Литовской ССР (1972). Записан как автор книги «Mirtininkų vienutėje» («В камере смертников»), однако в выходных данных книги автором указан писатель П. Маргявичюс (Literatūrnis bendraautoris P. Margevičius). Член КПЛ с 1926 года.

## Биография

### Ранние годы и семья
Родился 17 апреля 1902 года в деревне Замотишкис Утенского уезда Ковенской губернии. Литовец. Отец — Людвикас Кучинскас (лит. Liudvikas Kučinskas; ок. 1861 — 19 марта 1934), сын Константина, крестьянин, позже ставший известным кузнецом в деревне Радейкяй (лит. Radeikiai) Утенского уезда, где с 1908 года владел землёй и кузницей; изготовил кресты для Утенской церкви и был похоронен на Спитренском кладбище. Мать Домаса — Анеле Вилунайте (лит. Anelė Vilūnaitė-Kučinskienė), вторая жена Людвикаса. Его мать, Анеле Вилунайте, вероятно, умерла или отсутствовала в его жизни с раннего возраста, так как отец в третий раз женился 13 февраля 1911 года на Веронике Мустейките (лит. Veronika Musteikytė), когда Домасу было около девяти лет. У Домаса были родные братья Пранас (лит. Pranas Kučinskas; 23 ноября 1898 — 1 мая 1975) и Владисловас (лит. Vladislovas Kučinskas; род. 1905), который, по воспоминаниям Домаса, был комсомольцем. Также у него была единокровная сестра от третьего брака отца — Анеле (лит. Anelė Kučinskaitė; род. 1911), которая встречала его после первого освобождения из тюрьмы, будучи 14-летней.
Образование начальное гражданское, позже получил аттестат зрелости. В юности работал у некоего Габриса (лит. pas Gabrį). В 1927 году, после переезда в Каунас, был учащимся Каунасской высшей технической школы (лит. Kauno aukštesnioji technikos mokykla) (по данным А. Гульбинскайте).

### Революционная деятельность и заключение
Вступил в Коммунистическую партию Литвы (КПЛ) в 1926 году. Являлся активным участником революционного (коммунистического) движения в независимой Литве. Центральный Комитет КПЛ, где Антанас Снечкус был одной из ключевых фигур, поручал Кучинскасу и Клавдии Крастините (лит. Klaudija Krastinaitė) ответственные партийные задания.

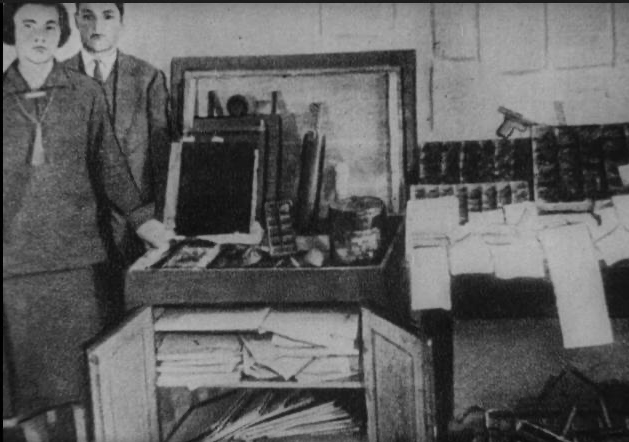
Kučinskas and Krastinaitė, ca. 1927

Согласно воспоминаниям Кучинскаса «Mirtininkų vienutėje» («В камере смертников»), в январе 1923 года он проходил призывную комиссию в Ужпаляй, в феврале был направлен в Утену. В январе 1925 года, во время службы в армии, был арестован. 5 апреля 1925 года ему было предъявлено обвинение в распространении коммунистической литературы и написании антигосударственных текстов. 5 июня 1925 года военный суд приговорил его к 6 годам каторжных работ. 28 июля 1926 года он был освобождён по амнистии. После освобождения получил документы для эмиграции в Бразилию, но остался в Литве.
В 1927 году Кучинскас переехал в Каунас (был вызван из Утены, снимал жилье на ул. Капсу, 34 в Жалякальнисе) и активно включился в подпольную партийную работу. В этот период Антанас Снечкус уже играл значительную роль в руководстве Коммунистической партии Литвы и с февраля 1927 года редактировал центральный партийный орган — газету «Tiesa» («Правда»), издававшуюся в Каунасе. Кучинскас в 1927—1928 годах был работником комитета ЛКП в Каунасе и связан с подпольной типографией «Кова» (партийной газеты «Кова» («Борьба»)), а позже и с типографией «Спартакас». Работа в подпольных партийных типографиях в Каунасе, центре деятельности КПЛ, с высокой вероятностью подразумевала его знакомство и взаимодействие с Антанасом Снечкусом, отвечавшим за ключевое партийное издание. Согласно позднейшим советским репортажам, Кучинскас отвечал за выпуск 39-го номера Tiesa. В партийной работе пользовался псевдонимом - Йонас Люткус.

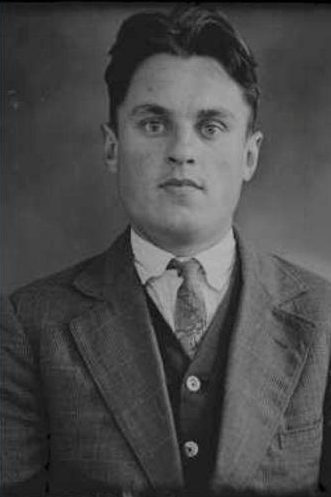
Domas Kučinskas young before second emprisonement

Первоначально Кучинскас был приговорён к смертной казни. 9 августа 1929 года состоялся суд. Позже дело было возвращено Верховным трибуналом в военный суд по кассационной жалобе. На суде 26 ноября 1929 года его защищал адвокат Станкявичюс. 14 января 1930 года Верховный трибунал приговорил его к пожизненному заключению на каторжных работах (лит. sunkiųjų darbų kalėjimui ligi gyvos galvos), о чём сообщила газета «Lietuvos žinios». Это решение было утверждено президентом Литвы Антанасом Сметоной 17 января 1930 года. Согласно книге Кучинскаса, в процессе изменения приговора определённую роль сыграло ходатайство, поданное министром обороны Литвы Антанасом Жилинскасом, возможно, под влиянием литовского посланника в Москве Юргиса Балтрушайтиса.
С сентября 1928 (или с момента нового приговора в 1929) по июнь 1940 года находился в заключении в Каунасской тюрьме за политическую деятельность. В его архивном фонде сохранились открытки, полученные им в тюрьме в 1934 году. В годы заключения в Каунасской тюрьме он отбывал наказание вместе с другими известными литовскими коммунистами, в частности, с Юозасом Мицкявичюсом (1907—1995), также осуждённым за активную подпольную печатную деятельность. Близость подобным людям в тюрьме и преданность коммунистическим идеям сыграли важную роль в дальнейшей карьере Кучинскаса.

D. Kučinskas, J. Mickevičius, J. Piligrimas

### Деятельность после 1940 года
События июня 1940 года, после ввода советских войск в Литву, кардинально изменили его положение. 15 июня 1940 года (по другим данным, 18 или 19 июня) Домас Кучинскас был освобождён из Каунасской тюрьмы и, по некоторым свидетельствам, немедленно переведён из тюремной камеры в кабинет начальника этой же тюрьмы. Вскоре, 5 июля 1940 года, Кучинскас был официально назначен начальником тюрьмы № 1 (Каунасской тюрьмы). В этом качестве он был непосредственно вовлечен в подготовку к массовым арестам политических оппонентов нового режима. Согласно «Плану оперативных мероприятий Департамента государственной безопасности Литвы» от 7 июля 1940 года, Кучинскасу как начальнику Каунасской тюрьмы поручалось «организовать прием арестованных лиц», обеспечить их строгую изоляцию, подготовить камеры для 200 арестованных и усилить охрану тюрьмы.
С 17 сентября 1940 года Кучинскас был переведен на должность старшего инспектора тюремного отдела НКВД Литовской ССР в Вильнюсе, а с 4 февраля по 1 сентября 1941 года являлся заместителем начальника этого отдела.
В годы Великой Отечественной войны, с 25 января 1943 по 1 января 1944 года, служил переводчиком в Управлении НКВД по Узбекской ССР. После возвращения в Литву, с 1 января по 15 ноября 1944 года, — заместитель начальника подотдела кадров НКВД Литовской ССР.

С 15 ноября 1944 по 3 октября 1950 года проходил службу в должности заместителя начальника Вильнюсской офицерской школы МВД Литовской ССР имени Ю. М. Барташунаса. Кучинскас был у истоков школы. 8 апреля 1947 года, будучи в звании капитана, награждён Орденом Красной Звезды. Это награждение произошло в период активной борьбы советских властей с вооруженным антисоветским подпольем в Литве. В том же указе высокими орденами были отмечены министр внутренних дел Литовской ССР И. М. Барташунас, министр госбезопасности Д. А. Ефимов, их заместители и другие руководящие работники силовых ведомств республики. Награждение Кучинскаса в одном ряду с высшим руководством силовых структур свидетельствует о признании его вклада в подготовку кадров для органов МВД, активно участвовавших в обеспечении безопасности и укреплении советской власти в республике.
3 октября 1950 года Домас Кучинскас был назначен на пост заместителя министра внутренних дел Литовской ССР. Назначение на эту высокую должность, вероятно, проходило согласование на высшем уровне советского руководства, так как упоминание об этом содержится в документах из так называемых «Особых папок Сталина, Молотова, Берии», хранящихся в Государственном архиве Российской Федерации (ГАРФ). По некоторым данным, на посту замминистра он сменил А. А. Мицкявичюса, который курировал кадровые вопросы. Кучинскас занимал должность замминистра до 20 мая 1953 года. Этот период его карьеры пришёлся на последние годы правления Сталина, когда Лаврентий Берия, хотя и не возглавлял непосредственно МВД, сохранял огромное влияние на силовые структуры. Уход Кучинскаса с высокого поста заместителя министра внутренних дел Литовской ССР 20 мая 1953 года произошёл в крайне значимый период: после смерти И. В. Сталина (5 марта 1953) и во время кратковременного, но существенного усиления Л. П. Берии, который в марте 1953 года возглавил объединённое Министерство внутренних дел СССР, инициировав масштабные реформы и кадровые перестановки. Смещение Кучинскаса могло быть связано с этими процессами передела власти и реорганизации в силовом блоке, предшествовавшими аресту Берии в июне 1953 года. В этот период ему было присвоено звание подполковника (28 февраля 1953 года).

После образования Комитета государственной безопасности (КГБ) при Совете Министров Литовской ССР (создан в марте 1954 года после падения Берии и разделения всесоюзного МВД) Кучинскас перешёл на службу в органы госбезопасности. Его назначение 7 апреля 1954 года на должность начальника 4-го отдела 4-го управления КГБ при СМ Литовской ССР свидетельствует о том, что он успешно прошёл проверки, последовавшие за арестом Берии, и был сочтён лояльным новому руководству страны и КГБ. С 7 апреля 1954 по 16 мая 1955 года занимал должности начальника 4-го отдела 4-го управления КГБ при СМ Литовской ССР и одновременно заместителя начальника 4-го управления. С 16 мая 1955 по 5 сентября 1959 года — начальник 6-го специального отдела КГБ при СМ Литовской ССР. С 5 сентября 1959 по 1 апреля 1960 года — заместитель начальника Оперативно-технического отдела КГБ при СМ Литовской ССР. Этот отдел занимался производством и применением оперативно-технических средств, радиоконтрразведкой, перлюстрацией корреспонденции и защитой секретной связи.
1 июня 1960 года Домас Людвигович Кучинскас был уволен из органов государственной безопасности по состоянию здоровья. Его увольнение пришлось на период правления Н. С. Хрущёва и активной десталинизации. Крупных политических чисток, которые могли бы затронуть его в это время, не происходило, и официальная причина увольнения в 58 лет выглядит правдоподобной, учитывая его сложную биографию. После увольнения работал инспектором Архивного управления при Совете Министров Литовской ССР, позже - инспектором в Министерстве культуры Литовской ССР. В 1960-х годах также являлся депутатом исполнительного комитета Утянского городского Совета депутатов трудящихся Литовской ССР.
Автор ряда статей в периодической печати (1941, 1947, 1957, 1968 гг.), включая статью «„Kovos“ spaustuvė 1927—1928 metais» (1957 г.). Написал книгу воспоминаний «Mirtininkų vienutėje» («В камере смертников»), охватывающую период 1923—1940 годов, изданную в 1964 году в литературной обработке П. Маргявичюса (лит. P. Margevičius), и воспоминания о революционной деятельности (1958 г.).
В 1972 году Кучинскасу было присвоено звание Заслуженного деятеля культуры Литовской ССР. Как в отношении многих лояльных коммунистической власти революционные деятелей первой волны, в конце жизни государство активно создавало образ мученика за идеалы коммунизма. По советскому телевидению Кучинскаса под конец жизни называли "человек-легенда" (žmogus legenda), как обласканный властью заслуженный пенсионер республиканского масштаба Кучинскас снимался, писал мемуары, выпускал интервью. Его 70-летие в 1972 году было отмечено выпуском памятного альбома и торжественным собранием, которое освещалось в кинохронике «Tarybų Lietuva». Кульминацией советской пропаганды по созданию мифа о жизни Кучинского можно считать 1972-год, когда в городе отмечали юбилей, 70-летие революционера. Юбилей был торжественно отмечен 17 апреля 1972 года в зале Комитета по труду при Совете Министров Литовской ССР и запечатлен в кинохронике Литовского общества любителей кино. На юбилее присутствовали и выступали с поздравлениями многочисленные коллеги из архивной системы, партийные деятели и ветераны революционного движения. Среди гостей были: Стасис Науялис (секретарь Президиума Верховного Совета ЛССР), Альфонсас Гайлявичюс (генерал-майор, один из самых активных организаторов депортаций литовцев), Юозас Ярмалавичюс (научный сотрудник Института истории партии при ЦК КПЛ), Витаутас Кондратас (бывший заместитель директора Института истории партии), Миколас Юнчас-Кучинскас (заслуженный деятель культуры, участник революционного движения), а также руководители и сотрудники центральных государственных архивов Литовской ССР, включая Ванду Даунене (директор ЦГА ЛССР) и Янаса Элиезера Зильбяриса (директор Каунасского филиала ЦГА ЛССР, участник войны). 
О том, что Кучинскас 20 лет служил кадровым офицером в НКВД и, позже, КГБ, публично стало известно лишь в 2000-х годах. В официальном некрологе 1985-го года не указана ни его служба начальником тюрьмы, ни какие-либо данные о работе в КГБ - указано лишь, что он работал на "административной" работе. Предположительно, за время работы инспектором госархивов в позднейшей части жизни Кучинскас ликвидировал компрометирующие записи о себе, однако недостаточно достоверных данных: данные могли быть уничтожены в 1990-1991-х годах.

В 1977 году состоялась его юбилейная выставка. До конца жизни участвовал в работе организаций ветеранов революции и войны. Изначально жил в Вильнюсе на улице Вокечю, 20 (быв. Музеяус), в доме Паркеса. Позже на улице Гедемино (быв. Проспект Ленина), 13.

Был женат на Валентине Нестеровне Кучинскене (Куроедовой), участнице партизанского движения в Белоруссии в годы Великой Отечественной войны. В семейном архиве, показанном в телевизионных сюжетах, сохранились фотографии, свидетельствующие о его поездках на отдых в Крым. 
Умер 26 сентября 1985 года в Вильнюсе. Похоронен на Антакальнисском кладбище. В 1987 году личные вещи и документы Д. Л. Кучинскаса были переданы в качестве экспонатов в Каунасский музей Девятого форта.

## Воинские звания
- Капитан (на 8 апреля 1947 года)[16]
- Майор (01.08.1949)[3]
- Подполковник (28.02.1953)[3]

## Награды
- Орден Красной Звезды (8 апреля 1947[16]; также подтверждается орденской книжкой № 612717, орден № 2711913[34])
- Орден «Знак Почёта»[11]
- Медаль «За трудовое отличие»[35]
- Медаль «За победу над Германией в Великой Отечественной войне 1941—1945 гг.» (1945, вручена 18.01.1946)[36]
- Медаль «Ветеран труда» (вручена 20.10.1977)[37]
- Медаль «В ознаменование 100-летия со дня рождения Владимира Ильича Ленина» (ок. 1970)[38]
- Юбилейная медаль «Двадцать лет Победы в Великой Отечественной войне 1941—1945 гг.» (награждён 07.05.1965, вручена 25.02.1966)[39]
- Юбилейная медаль «Тридцать лет Победы в Великой Отечественной войне 1941—1945 гг.» (вручена 28.07.1975)[40]
- Юбилейная медаль «Сорок лет Победы в Великой Отечественной войне 1941—1945 гг.» (вручена в мае 1985)[41]
- Заслуженный деятель культуры Литовской ССР (1972)[26]

## Публикации
- Kučinskas D., Margevičius P. Mirtininkų vienutėje: atsiminimai (1923—1940 m.) (лит.) [В камере смертников: воспоминания (1923—1940 гг.)]. — Vilnius: Valstybinė grožinės literatūros leidykla, 1964. — 262 p.[2]
- Статьи в периодической печати (1941, 1947, 1957, 1968 гг.)[24], в том числе:
  - «„Kovos“ spaustuvė 1927—1928 metais» [Типография «Ковос» в 1927—1928 годах]. — 1957. (лит.)[8].
- Воспоминания о революционной деятельности (1958 г.). (лит.)[25].

## Архивный фонд
Личные и служебные документы Доминикаса Людвиговича Кучинскаса, включая его автобиографии (1941—1963 гг.), аттестат зрелости, удостоверения (в том числе депутата Утянского городского Совета депутатов трудящихся), воспоминания о революционной деятельности (1958 г.), статьи для периодической печати (1941—1968 гг.), а также материалы о нём, хранятся в составе семейного фонда (Ф. 1512. Оп. 2. Д. 1—26) в Национальном архиве Республики Беларусь (г. Минск).
Вопрос назначения Кучинскаса на пост заместителя министра рассматривался на заседании Политбюро ЦК ВКП(б) при Сталине и Берии, заседание №78 от 21.09-12.11 за 1950 год (РГАСПИ. Ф. 17. Оп. 3. Д. 1085).